# Heinrich Knote

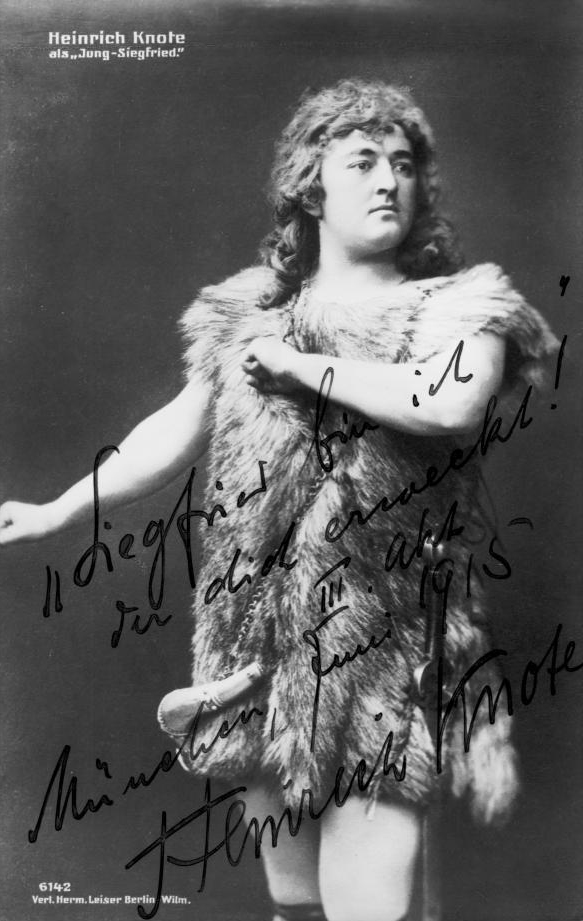
Heinrich Knote som Siegfried

Heinrich Knote, född 26 november 1870 i München, död 15 januari 1953 i Garmisch-Partenkirchen, var en tysk operasångare.
Knote studerade hos Em Kirschner och i Italien. 1892-1914 var han anställd vid hovoperan i München och dessutom en omtyckt gäst på Amerikas, Londons, Bayreuths och de stora tyska scenerna. Knote gästspelade i Stockholm 1911 och 1912. Han förenade en vacker, lyrisk mjuk hjältetenor med stor sångkonst, men beundrades mindre för sin dramatiska framställningsförmåga.